# دانيال دوان
دانيال دوان (بالإنجليزية: Daniel Doan)‏ (23 فبراير 1914 - 24 سبتمبر 1993)؛ روائي أمريكي. درس في كلية دارتموث.